# Flucht vor der Freiheit
Die Flucht vor der Freiheit ist eines der bekanntesten Hörspiele der Weimarer Republik, urgesendet 1931 bei der Ostmarken Rundfunk AG Königsberg. Geschrieben wurde das Hörspiel 1928/29 von Fred von Hoerschelmann.

## Entstehungsgeschichte
Am 3. Januar 1933 wurde das Hörspiel in einer nichtautorisierten Bearbeitung von Arnolt Bronnen unter dem Titel Der Weg in die Freiheit bei der Berliner Funkstunde gesendet. Diese Aufnahme mit Heinrich George, Lothar Müthel und Franziska Kinz gehört zu den wenigen vollständig erhaltenen Produktionen aus der Frühzeit des Hörspiels. Sie gilt aber aufgrund der gravierenden inhaltlichen Eingriffe als problematisch. Eine weitere, nicht erhaltene Inszenierung des Hörspiels wurde am 7. März 1933 von der Westdeutschen Rundfunk AG Köln gesendet.
Anlässlich einer Neuproduktion des Norddeutschen Rundfunks Hamburg im Jahre 1959 bearbeitete Fred von Hoerschelmann den Text der Bronnen-Fassung mit dem Ziel, die ursprüngliche Fassung – soweit möglich – zu rekonstruieren. Auf die Stimme des inzwischen verstorbenen Heinrich Georges wollten Autor, Dramaturg und Regisseur aber nicht verzichten, so dass dieser Part aus der Produktion der Berliner Funkstunde herausgeschnitten und neuen Schauspielern gegenübergestellt wurde. Diese waren Wolfgang Wahl, Margrit Ensinger und Fritz Schröder-Jahn, der auch Regie führte.

## Inhalt
Seit vier Jahren lebt Wegel mit dem mürrischen und tyrannischen Rauk auf einem einsamen Leuchtturm. Er hat sich wegen eines Unfalls, bei dem möglicherweise durch seine Schuld vierzehn Männer ums Leben kamen, von der Welt zurückgezogen. Rauk aber glaubt, Wegel müsse die Polizei fürchten – so wie er selbst, denn er hat ein gestrandetes Schiff ausgeraubt. Eines Tages bekommen die beiden Männer Besuch von einem jungen Mädchen. Sie will Wegel helfen, den Weg ins Leben zurückzufinden und zeigt Rauk bei der Polizei an. Als Wegel davon erfährt, ist es für ihn zu spät. Er hat Rauk umgebracht und kann nun auch nur noch in den Tod gehen.